# Món Divers
Món Divers va ser un diari en línia en català especialitzat en informació sobre nacions sense estat i minories, drets humans, i conflictes al món. Es va publicar des del 29 de desembre de 2006 fins al 2011. A banda de les notícies d'actualitat, el web incloia una petita obra de consulta que contenia informació històrica, política i lingüística sobre les principals nacions i pobles sense estat del planeta.